# Katherine Johnson

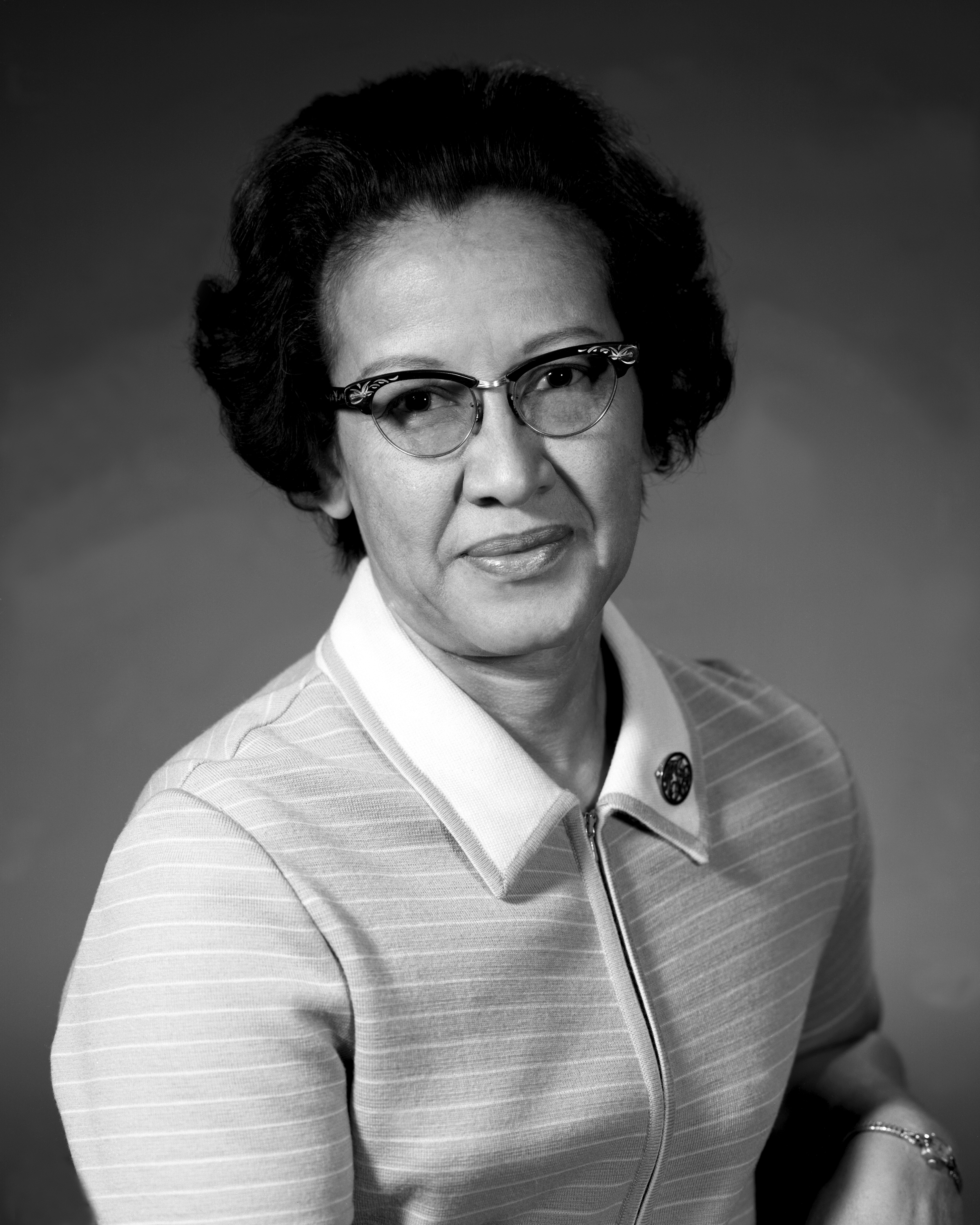
Katherine Johnson (1971)

Katherine G. Johnson (gebürtig Coleman, zwischenzeitlich verheiratet Goble; * 26. August 1918 in White Sulphur Springs, West Virginia; † 24. Februar 2020 in Newport News, Virginia) war eine US-amerikanische Mathematikerin afroamerikanischer Abstammung. Für ihre Beiträge zur Berechnung der Flugbahnen für das Mercury-Programm und den ersten bemannten Flug zum Mond im Rahmen der Apollo-11-Mission wurde sie Ende 2015 mit der Presidential Medal of Freedom ausgezeichnet.

## Leben

### Jugend und Ausbildung
Johnson wurde am 26. August 1918 als jüngstes Kind von Joylette und Joshua Coleman geboren, die bereits drei Kinder hatten: Charles, Margaret und Horace. Ihre Mutter war eine ehemalige Lehrerin, ihr Vater Farmer, der mitunter als Hausmeister im Greenbrier Hotel arbeitete. Schon sehr früh zeigte sich ihre Begeisterung und Begabung für Mathematik, da sie nach eigenen Angaben alles zählte. „Ich zählte Schritte. Ich zählte die Teller, die ich abwusch. Ich wusste, wie viele Schritte es von unserem Haus zur Kirche waren.“ Als sie einmal ihrem Bruder in die Schule folgte, stellten die Lehrer erstaunt fest, dass sie bereits lesen konnte, und ließen sie am Unterricht teilnehmen. Daher wurde Johnson, als sie mit sechs Jahren selbst in die Schule kam, direkt in die zweite Klasse geschickt.
Sie übersprang ein weiteres Mal eine Klasse, als zu Beginn ihres fünften Schuljahres eine neue, kleine Schule mit nur wenigen Lehrern eröffnet wurde. Die besten Fünftklässler, unter ihnen Katherine, wurden direkt als 6. Klasse zusammengefasst. Ihr Vater, der selbst die Schule nach der 6. Klasse abgebrochen hatte, legte großen Wert auf die Bildung seiner Kinder. Für Afroamerikaner gab es in White Sulphur Springs nur Schulen, die nach der 8. Klasse endeten, weshalb Coleman die Geschwister an einer afroamerikanischen Highschool des West Virginia Collegiate Institute anmeldete, die über zweihundert Kilometer entfernt war. Aus diesem Grund zogen Johnson, ihre Geschwister und ihre Mutter jeden September nach Institute, West Virginia, wo ihre Mutter als Dienstmädchen arbeitete, während ihr Vater in White Sulphur Springs blieb.
Da sie zwei Klassen übersprungen hatte, kam Johnson bereits mit nur zehn Jahren in die Highschool. Ihre Lehrer unterstützten und förderten sie nach Kräften. Ihr Direktor, Sherman H. Gus, begleitete sie oft auf dem Heimweg und lehrte sie die Sternbilder, was ihr Interesse für Astronomie weckte. Mit nur vierzehn Jahren wechselte sie schließlich auf das West Virginia College, für das sie ein Stipendium erhalten hatte. In ihrem zweiten Jahr bot ihr ihr Dozent, Dr. William W. Schieffelin Claytor, weiterführende Kurse in höherer Mathematik an, um ihr zu helfen, in die Forschung zu gehen, und Johnson belegte als einzige Schülerin Analytische Geometrie. Sie studierte Französisch und Mathematik im Hauptfach und schloss mit 18 Jahren mit einem Bachelor of Science in beiden Fächern im Jahr 1937 mit Auszeichnung ab.

### Berufliche Laufbahn

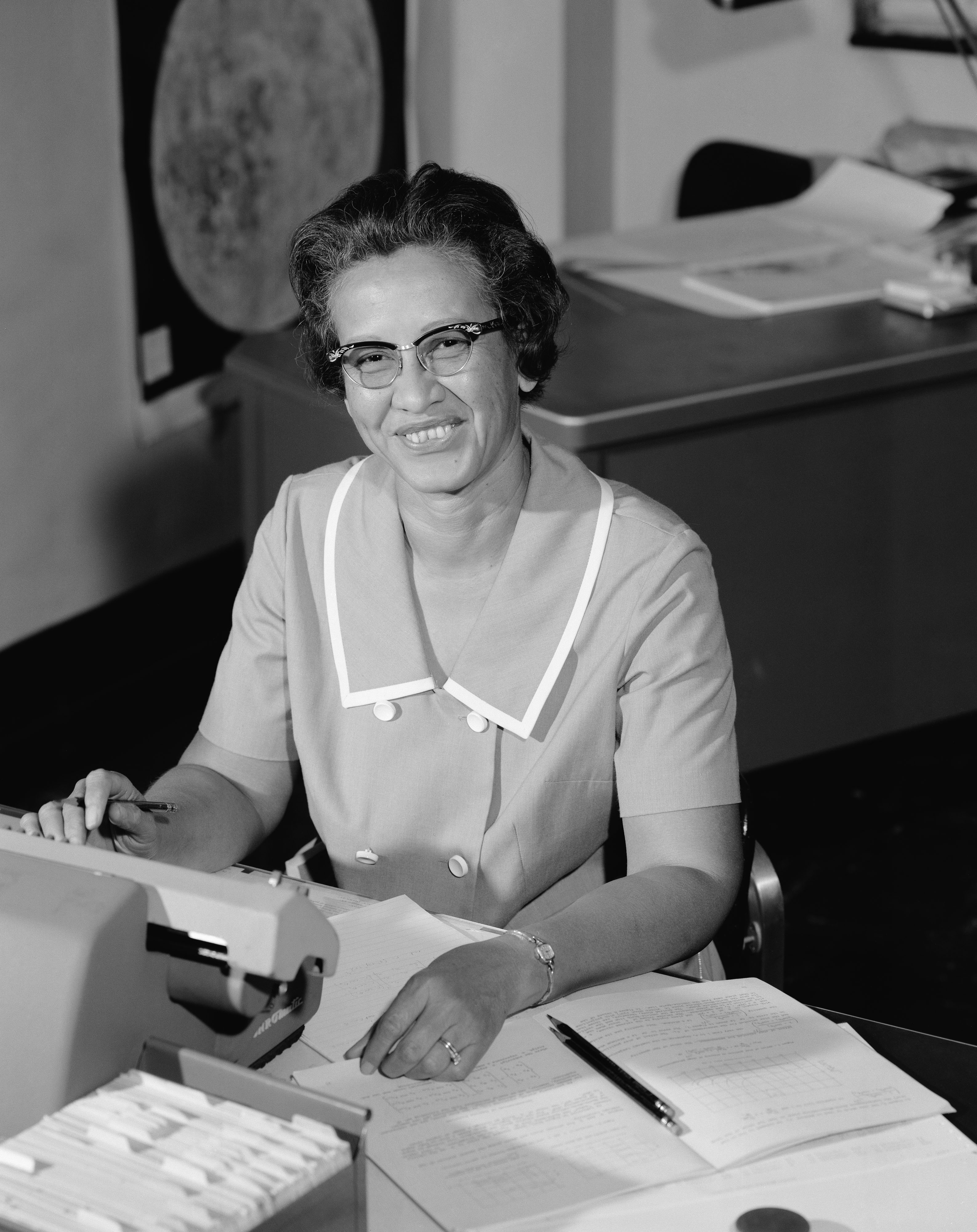
Johnson (1966)

Zunächst arbeitete Johnson wie ihre Mutter als Lehrerin. Sie unterrichtete Mathematik und Französisch an verschiedenen Elementary Schools und Highschools. Im Jahr 1940 erhielt sie das Angebot, am West Virginia State College (WVSC, jetzt West Virginia State University) ein postgraduales Studium zu absolvieren, musste es aber aufgrund der Krebserkrankung ihres Ehemanns aufgeben und ihre Lehrtätigkeit wieder aufnehmen. 1952 hörte sie erstmals von ihrer Schwester in Newport News, dass es für schwarze Mathematikerinnen neue Karrieremöglichkeiten am nahe gelegenen Langley Research Center gab. Im Jahr 1953 begann sie als Rechnerin in der West Area Computing Unit des National Advisory Committee for Aeronautics (NACA), der Vorgängerorganisation der NASA, zu arbeiten. Ihre Aufgabe bestand darin, Daten aus Windkanalexperimenten mit Hilfe mathematischer Formeln zu berechnen und grafisch darzustellen. Auch wertete sie Flugschreiber aus.
Die schwarzen Mathematikerinnen, von Johnson als „Computer in Röcken“ bezeichnet, hatten aufgrund der in den USA praktizierten Rassentrennung ein von ihren weißen Kolleginnen gesondertes Büro und konnten an andere Abteilungen „ausgeliehen“ werden. Auf diese Weise gelangte Johnson nach nur zwei Wochen mit einer Kollegin zunächst befristet in die Abteilung für Flugforschung, die bis dahin ausschließlich aus weißen Männern bestanden hatte. Anders als die anderen Computer stellte Johnson Fragen, wollte Zusammenhänge und Hintergründe wissen und bestand darauf, an den Briefings der Abteilung teilzunehmen, die bislang den Männern vorbehalten gewesen waren. Johnson erkundigte sich, ob es Frauen verboten war, daran teilzunehmen, und da dies nicht der Fall war, besuchte sie fortan als erste Frau die Briefings.
Durch ihre Kenntnisse in analytischer Geometrie machte Johnson sich schnell unentbehrlich für ihre neuen Kollegen, die nach Ablauf der Frist „vergaßen, mich wieder abzugeben“. Sie war damals die einzige Frau, die den Sprung von den Computern in eine andere Abteilung schaffte. 1958 wurde die NACA zur NASA. Da es nur relativ wenige Fachbücher zum Thema Weltraumfahrt gab, mussten Johnson und ihre Kollegen improvisieren und streckenweise die Bücher selbst schreiben. Gemeinsam mit ihrem Kollegen Ted Skopinski schrieb sie die theoretische Abhandlung Determination of Azimuth Angle at Burnout for Placing a Satellite over a Selected Earth Position (zu Deutsch: Bestimmung des Azimutalwinkels beim Brennschluss, um einen Satelliten über einer ausgewählten Position der Erde zu platzieren). Es war ihre erste wissenschaftliche Veröffentlichung und auch das erste Mal, dass eine Frau dieser Abteilung offiziell als Mitautorin namentlich genannt wurde:

„Ich arbeitete mit Ted Skopinski zusammen, und er wollte uns verlassen und nach Houston gehen, aber unser Vorgesetzter Pearson – kein Fan von Frauen – drängte ihn, zuerst den Bericht zu beenden, an dem wir arbeiteten. Schließlich sagte Ted zu ihm: ‚Katherine sollte den Bericht zu Ende schreiben, sie hat sowieso die meiste Arbeit gemacht.‘ Ted ließ Pearson keine Wahl: Ich stellte den Bericht fertig, und mein Name stand darauf, und das war das erste Mal, dass eine Frau unserer Abteilung ihren Namen auf etwas stehen hatte.“

Die Abhandlung diente der NASA als maßgebliche, theoretische Grundlage für die bemannte Weltraumfahrt, und Johnsons Berechnungen ermöglichten den Erfolg von Alan Shepard, der im Rahmen der Mission Mercury-Redstone 3 1961 den zweiten bemannten Flug in der Geschichte der Raumfahrt absolvierte. Ein Jahr später bat der Astronaut John Glenn sie, die inzwischen von einem Computer berechnete Umlaufbahn seines Fluges im Rahmen der Mission Mercury-Atlas 6 zu überprüfen, da er den Fähigkeiten Johnsons mehr vertraute. Auf diese Weise war Johnson auch an der ersten Erdumrundung eines amerikanischen Astronauten beteiligt. Gegen Ende der 1960er Jahre berechnete Johnson die korrekte Umlaufbahn für die Apollo-11-Raumfahrtmission und trug damit entscheidend zum Erfolg der ersten Mondlandung bei. Für den Fall eines Computerausfalls entwickelte sie ein manuelles Navigationsschema, das sich an Fixsternen orientierte. Auch als Apollo 13 nach der Explosion eines Treibstofftanks und dem dadurch erzwungenen Abschalten des Navigationscomputers unplanmäßig zur Erde zurückkehren musste, stellte Johnson die Berechnungen für den Rückweg an. Sie selbst gab zu, dass sie während ihrer Arbeit oftmals auf ihre Intuition zurückgreifen musste, da vieles noch unerprobt war, und dass einer der Astronauten über sie sagte: „Ich würde Kates Intuition jederzeit trauen.“ Bis zu ihrer Pensionierung im Jahr 1986 wirkte Johnson darüber hinaus an der ersten Phase des Space-Shuttle-Programms mit.

### Privatleben
Johnson heiratete 1939 James Francis Goble, mit dem sie die drei Töchter Constance, Joylette und Kathy hatte. Ihr Mann starb im Jahr 1956 an einem Gehirntumor und drei Jahre später heiratete sie Lieutenant Colonel James A. Johnson, einen Veteranen aus dem Koreakrieg. Nach ihrer Pensionierung nahm sie nach wie vor an Veranstaltungen teil und blieb in Kontakt mit Schulen und Universitäten, wo sie Schüler und Studenten ermutigte, Naturwissenschaften zu studieren und entsprechende Berufe zu ergreifen. Auch hielt sie Kontakt mit Astronauten und Angestellten der NASA.

## Auszeichnungen

### In den USA

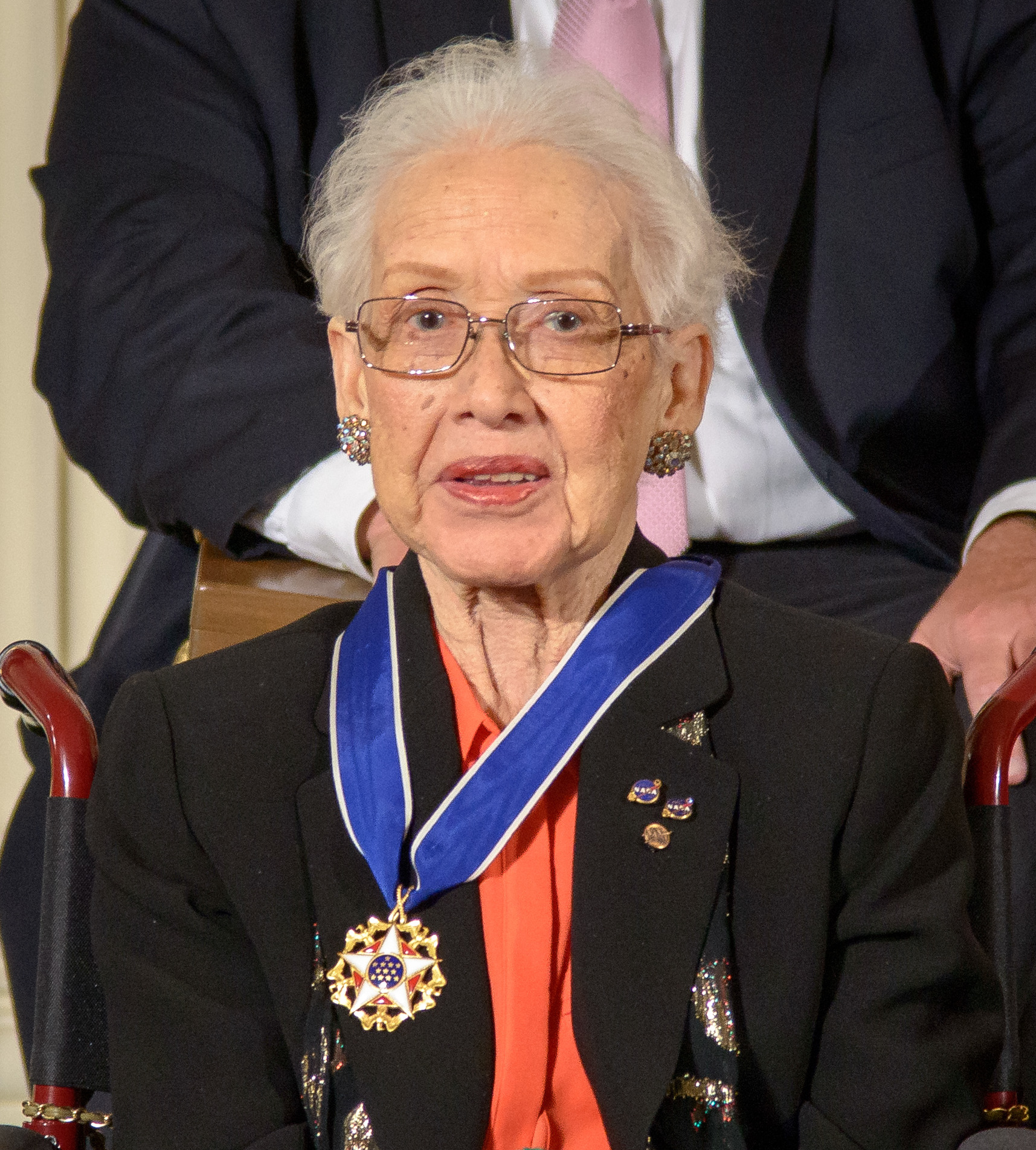
Katherine Johnson mit der Presidential Medal of Freedom (2015)

Katherine Johnson erhielt im Laufe ihres Lebens zahlreiche Auszeichnungen für ihre Arbeit und ihre Vorreiterrolle:
- 1967: NASA Lunar Orbiter Spacecraft and Operations Team award
- 1967: Apollo Group Achievement Award
- 1971: NASA Langley Research Center Special Achievement award (zu deutsch: Auszeichnung des NASA Langley Research Center für besondere Leistungen)
- 1980: NASA Langley Research Center Special Achievement award
- 1984: NASA Langley Research Center Special Achievement award
- 1985: NASA Langley Research Center Special Achievement award
- 1986: NASA Langley Research Center Special Achievement award
- 1998: Ehrendoktor der Rechtswissenschaft der SUNY Farmingdale
- 1999: Outstanding Alumnus of the Year (zu deutsch: Herausragende Alumna des Jahres) des West Virginia State College
- 2006: Ehrendoktor des Capitol College, Laurel (Maryland)
- 2010: Ehrendoktor der Old Dominion University, Norfolk (Virginia)
- 2015: Presidential Medal of Freedom
- 2019: Fellow des Computer History Museum

Für ihre Leistungen als Pionierin der Raumfahrt wurde Johnson von Präsident Barack Obama im November 2015 mit der Presidential Medal of Freedom, einer der beiden höchsten zivilen Auszeichnungen der USA, geehrt.
Am 22. Februar 2016 wurde ihr in ihrem Wohnort Hampton eine Bank mit Gedenkplakette gewidmet, die im Sommer vor dem Virginia Air and Space Center aufgestellt werden soll. Am 5. Mai 2016 wurde in einer feierlichen Zeremonie, an der die damals 97-Jährige teilnahm, ein noch im Bau befindliches Rechenzentrum der NASA nach Katherine Johnson benannt. Zudem ist Katherine Johnson als eine von nur 24 Wissenschaftlern in der Sammlung des Afro-American Historical and Cultural Museum in Philadelphia, Pennsylvania, vertreten. Gemeinsam mit anderen afroamerikanischen Wissenschaftlerinnen wurde sie in dem im September 2016 erschienenen Buch Hidden Figures: The African American Women Mathematicians Who Helped NASA and the United States Win the Space Race: An Untold Story porträtiert. Der Regisseur Theodore Melfi setzte kurze Zeit später mit dem auf Shetterlys Buch basierenden Biopic Hidden Figures – Unerkannte Heldinnen Johnson und ihren Kolleginnen Dorothy Vaughan und Mary Jackson und damit ihrer „nicht erzählten“ Geschichte auch filmisch ein Denkmal.
Im Februar 2019 benannte die NASA das Independent Verification and Validation Facility in Fairmont (West Virginia) nach Katherine Johnson.
Am 1. Februar 2021 gab Northrop Grumman bekannt, dass der Raumtransporter Cygnus NG-15 nach Katherine Johnson benannt werde.

### Barbie-Puppe
Mattel hat eine Johnson-Barbie-Puppe als Teil der Barbie-Kollektion „Inspirierende Frauen“ herausgegeben.